# Ferdinand Schirren

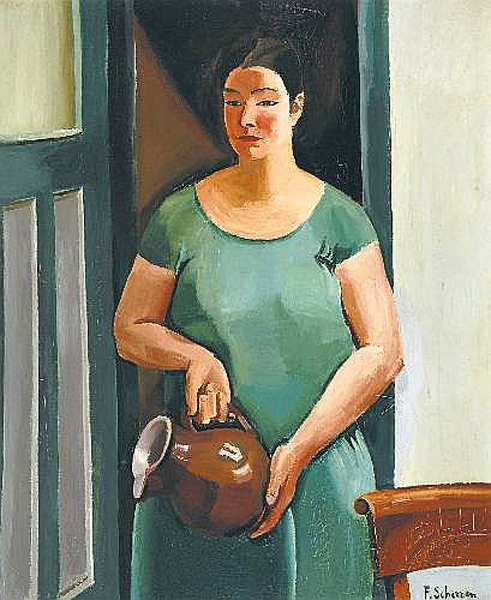
Stehende Frau

Ferdinand Schirren (* 27. August 1872 in Antwerpen; † 19. Februar 1944 in Molenbeek-Saint-Jean/Sint-Jans-Molenbeek) war ein belgischer Maler, Aquarellist und Bildhauer.

## Biografie
Ferdinand Schirrens Eltern waren Einwanderer aus Riga (Lettland). Schirren studierte Bildhauerei an der Académie royale des Beaux-Arts de Bruxelles bei Jef Lambeaux. Danach begann er sich neben der Bildhauerei auch mit der Malerei, insbesondere in Aquarell zu beschäftigen. 
In den 1910er Jahren machte ihn seine Malerei neben Rik Wouters zu einem der wichtigsten Vertreter der Bewegung, die später als Brabanter Fauvismus bezeichnet wurde. 1912 veranstaltete er drei persönliche Ausstellungen. Er wurde Mitglied des „Labeur“-Künstlerverbandes. Die Jahre 1914 bis 1921 verbrachte er in Paris. In den letzten Lebensjahren beschränkte er sich auf Stilllebenmalerei.
Er war der Vater des belgischen Komponisten, Musikers und Pädagogen Fernand Schirren (1920–2001).